# 清水 (杉並区)
清水（しみず）は、東京都杉並区の町名。現行行政地名は清水一丁目から三丁目に分かれる。住居表示実施済み区域である。

## 地理
東京都杉並区の中北部に位置する。町域の北部は早稲田通りを境に同区下井草に、西部は環八通りを境に同区今川・桃井に、南部は天沼本通りを境に同区天沼に、東部は同区本天沼に、それぞれ接する。南から北へ一丁目から三丁目が並ぶ。主に住宅地となっている。妙正寺が置かれ、これに隣接して妙正寺公園がある。同公園内にある妙正寺池を水源に、妙正寺川が流れている。また、同公園内で井草川（現在は暗渠）が妙正寺川に合流している。全域が荻窪警察署の管内となる。

### 地価
住宅地の地価は、2025年（令和7年）1月1日の公示地価によれば、清水3-18-2の地点で59万円/m2となっている。

## 歴史
江戸時代には下井草村の一部であった。1932年（昭和7年）に東京市杉並区に編入された際、「清水町」の地名が生まれた。1965年（昭和40年）、住居表示の実施により、現在の清水一丁目から三丁目が成立した。旧地名では清水町・沓掛町・中瀬町・神戸町・（旧）天沼一丁目の各一部にあたる。

### 地名の由来

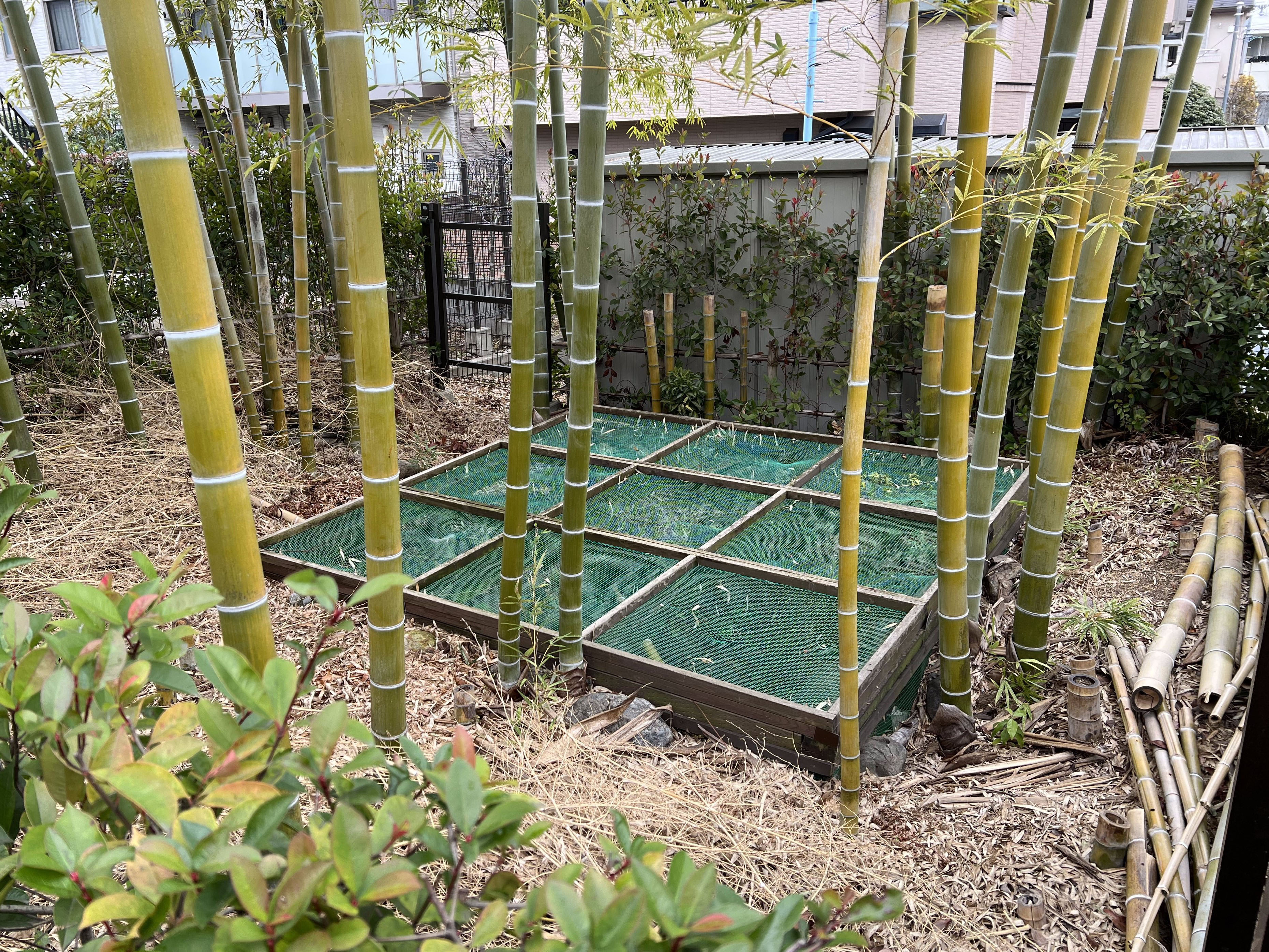
地名の由来となった湧水のひとつ

この地の旧家にある泉から清水が湧き出ていたことから、江戸時代には「清水」が字の名として使われるようになった。

## 世帯数と人口
2025年（令和7年）3月1日現在（杉並区発表）の世帯数と人口は以下の通りである。
| 丁目       | 世帯数    | 人口    |
| ---------- | --------- | ------- |
| 清水一丁目 | 1,961世帯 | 3,310人 |
| 清水二丁目 | 987世帯   | 1,975人 |
| 清水三丁目 | 1,764世帯 | 3,435人 |
| 計         | 4,712世帯 | 8,720人 |

### 人口の変遷
国勢調査による人口の推移。
| 年                 | 人口  |
| ------------------ | ----- |
| 1995年（平成7年）  | 7,812 |
| 2000年（平成12年） | 8,119 |
| 2005年（平成17年） | 8,233 |
| 2010年（平成22年） | 8,456 |
| 2015年（平成27年） | 8,404 |
| 2020年（令和2年）  | 8,940 |

### 世帯数の変遷
国勢調査による世帯数の推移。
| 年                 | 世帯数 |
| ------------------ | ------ |
| 1995年（平成7年）  | 3,382  |
| 2000年（平成12年） | 3,753  |
| 2005年（平成17年） | 3,937  |
| 2010年（平成22年） | 4,197  |
| 2015年（平成27年） | 4,226  |
| 2020年（令和2年）  | 4,643  |

## 学区
区立小・中学校に通う場合、学区は以下の通りとなる（2016年1月時点）。
| 丁目       | 番地              | 小学校             | 中学校             |
| ---------- | ----------------- | ------------------ | ------------------ |
| 清水一丁目 | 14～18番          | 杉並区立天沼小学校 | 杉並区立井荻中学校 |
| 清水一丁目 | 1～13番 19番      | 杉並区立天沼小学校 | 杉並区立天沼中学校 |
| 清水一丁目 | 20～23番 29～35番 | 杉並区立沓掛小学校 | 杉並区立天沼中学校 |
| 清水一丁目 | 24〜28番 36〜38番 | 杉並区立沓掛小学校 | 杉並区立井荻中学校 |
| 清水二丁目 | 3～8番 16～20番   | 杉並区立沓掛小学校 | 杉並区立井荻中学校 |
| 清水二丁目 | 1〜2番 9～11番    | 杉並区立沓掛小学校 | 杉並区立天沼中学校 |
| 清水二丁目 | 12〜15番 21〜25番 | 杉並区立沓掛小学校 | 杉並区立中瀬中学校 |
| 清水三丁目 | 1～5番 12～31番   | 杉並区立沓掛小学校 | 杉並区立中瀬中学校 |
| 清水三丁目 | 6〜11番           | 杉並区立沓掛小学校 | 杉並区立井荻中学校 |

## 交通

### 鉄道
| バス移動等で利用可能の駅 |
| --- |
| 西武池袋線 - 石神井公園駅(SI 10) 西武新宿線 - 下井草駅(SS 10) - 井荻駅(SS 11) JR中央線 JR中央・総武線各駅停車 東京メトロ丸ノ内線 - 荻窪駅(JC 09)(JB 04)(M 01) |

- エイトライナー ｰｰｰ 同地区を対象とした路線構想

清水に鉄道駅はないが、南部は中央線快速と中央・総武緩行線の荻窪駅が、北部は西武新宿線の井荻駅・下井草駅が利用可能な範囲にある。環八通りや天沼通り沿いにバスの便も多く、これを利用する者もいる。

## 事業所
2021年（令和3年）現在の経済センサス調査による事業所数と従業員数は以下の通りである。
| 丁目       | 事業所数  | 従業員数 |
| ---------- | --------- | -------- |
| 清水一丁目 | 58事業所  | 301人    |
| 清水二丁目 | 41事業所  | 264人    |
| 清水三丁目 | 81事業所  | 1,021人  |
| 計         | 180事業所 | 1,586人  |

### 事業者数の変遷
経済センサスによる事業所数の推移。
| 年                 | 事業者数 |
| ------------------ | -------- |
| 2016年（平成28年） | 160      |
| 2021年（令和3年）  | 180      |

### 従業員数の変遷
経済センサスによる従業員数の推移。
| 年                 | 従業員数 |
| ------------------ | -------- |
| 2016年（平成28年） | 1,522    |
| 2021年（令和3年）  | 1,586    |

## 施設
- 妙正寺
- 中瀬天祖神社
- 妙正寺公園
- 妙正寺川
- 妙正寺体育館（杉並区立の体育館）
- 杉並区立科学館（区の科学学習施設。区内小中学生に対する理科学習の支援から、一般区民に対する科学学習の支援まで行う。プラネタリウムなどが併設されている。1969年竣工。2002年に杉並区立科学教育センターより改称。2016年閉館）

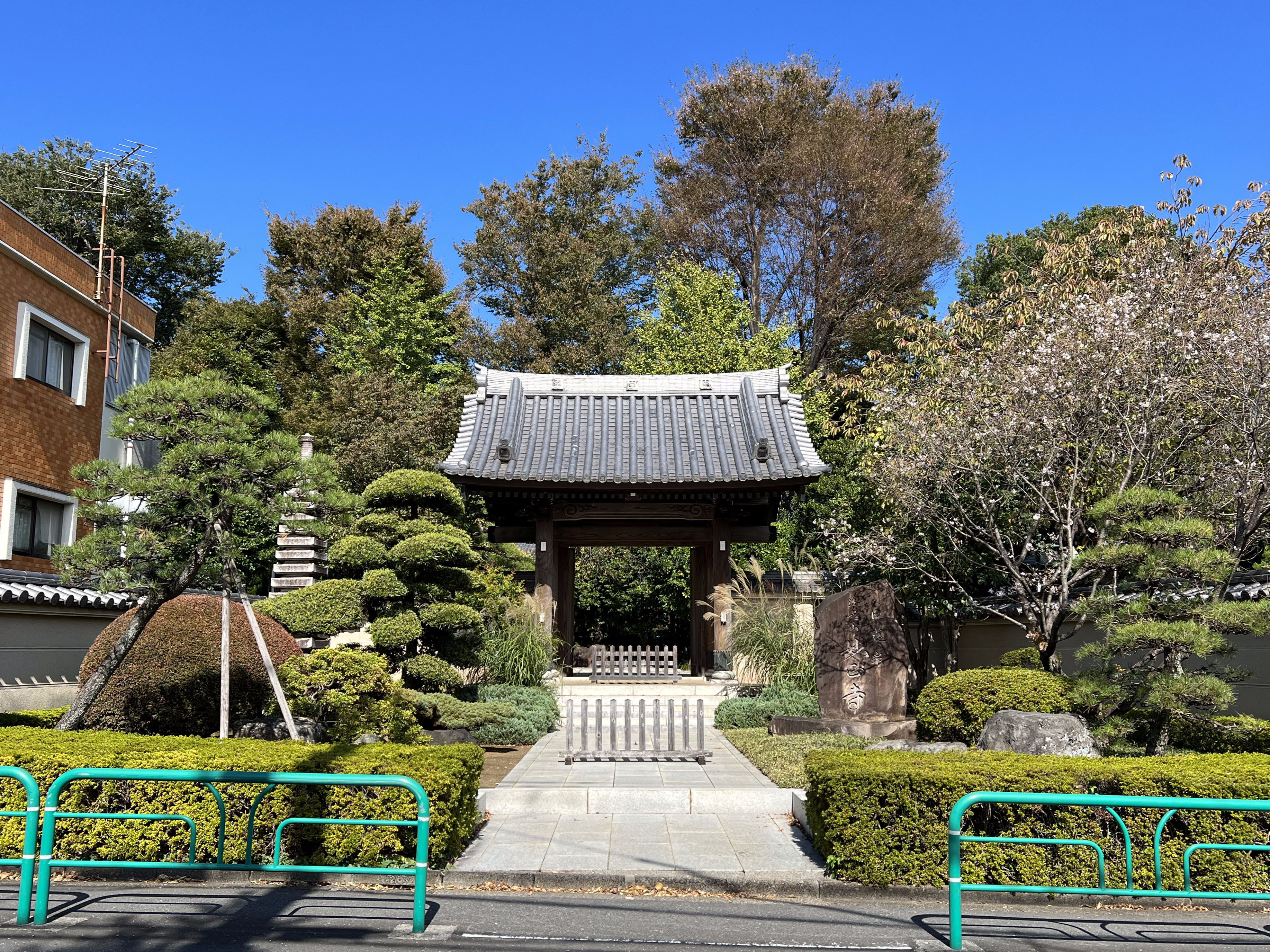
妙正寺
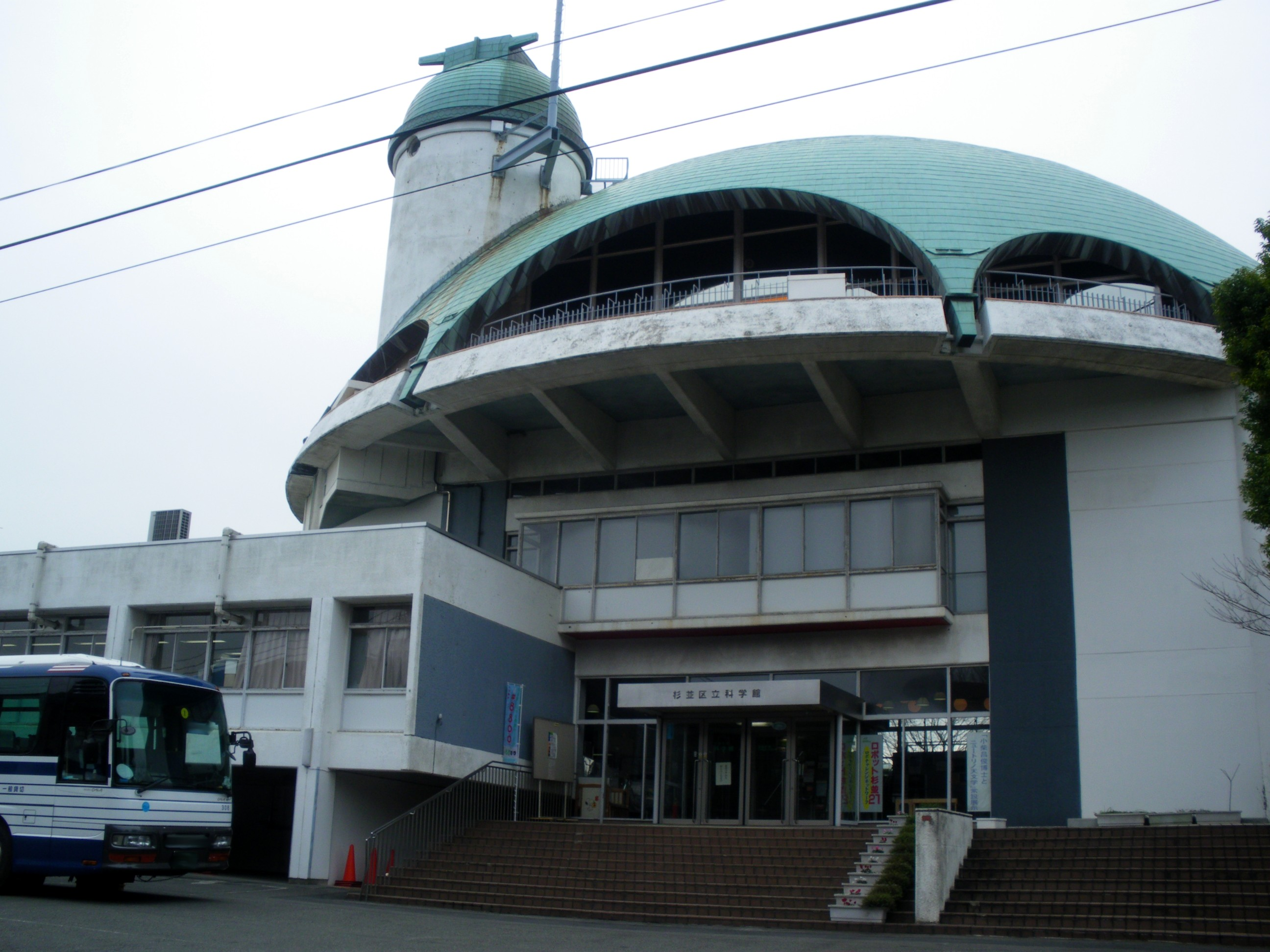
杉並区立科学館
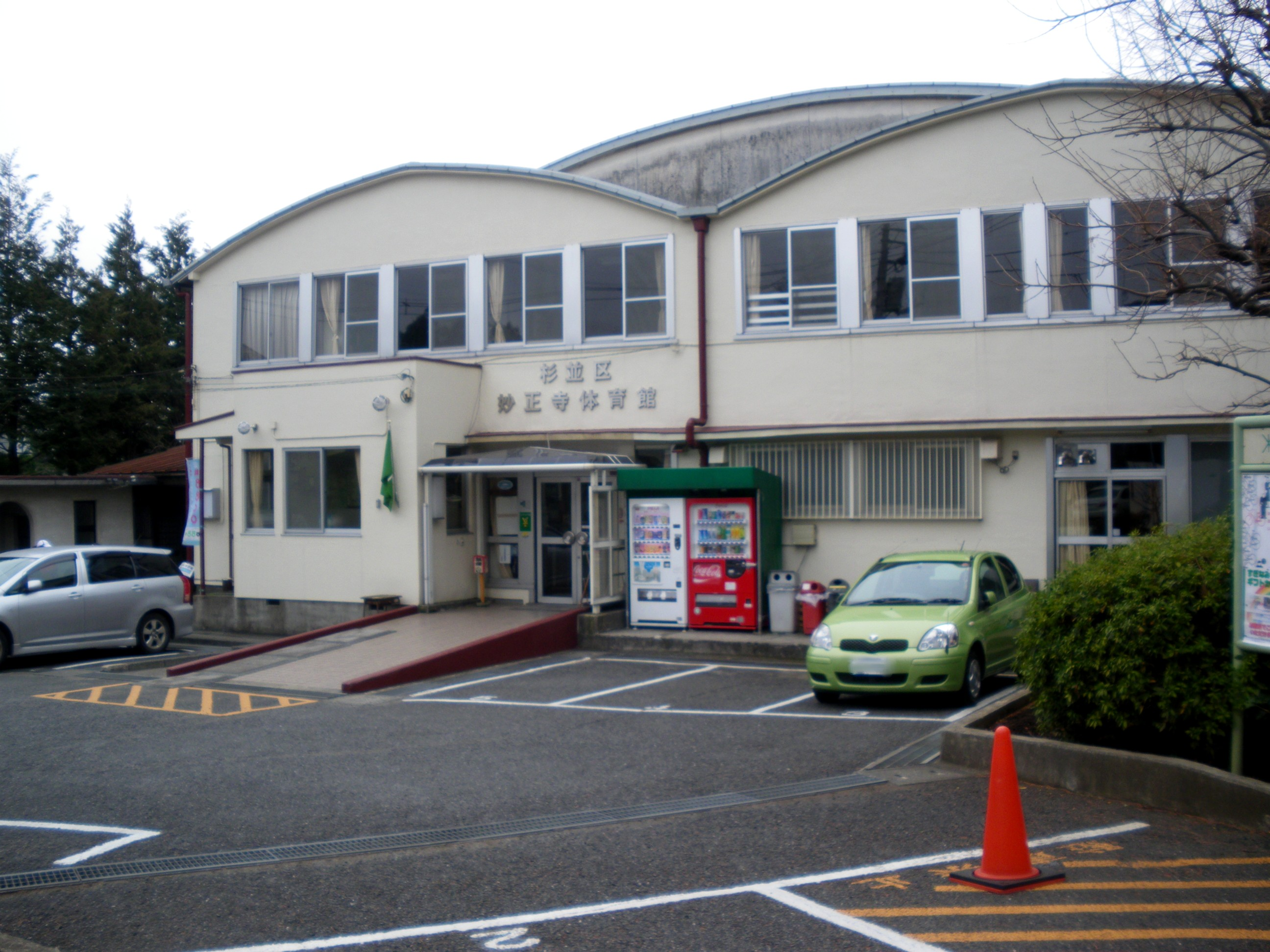
妙正寺体育館

## その他

### 日本郵便
- 郵便番号 : 167-0033[3]（集配局 : 荻窪郵便局[15]）。

## ゆかりのある人物
- 井伏鱒二（作家、文化勲章受章者） - 住所が清水一丁目[16]。